# How Deep Is Your Love (canción de Thomas Anders)
«How Deep Is Your Love» (en español: «Cuán profundo es tu amor») es el primer sencillo del tercer álbum de Thomas Anders, Down On Sunset.

## Sencillos
7" sencillo Polydor 863 088-7, 06.1992
1. «How Deep Is Your Love» — 3:57
2. «If You Could Only See Me Now» — 3:46

CD-Maxisencillo Polydor 863 089-2, 06.1992
1. «How Deep Is Your Love» — 3:57
2. «If You Could Only See Me Now» — 3:46
3. «How Deep Is Your Love» (Versión extendida) — 5:29

## Posición en las listas
El sencillo permaneció 5 semanas en el chart alemán desde el 10 de agosto de 1992 al 13 de septiembre de 1992. Alcanzó el N.º71 como máxima posición.
| Listas (1992) | Máxima posición |
| ------------- | --------------- |
| Alemania      | 71              |

## Créditos
- Productor: Christian de Walden y Ralf Stemmann
- Arreglos: Christian de Walden y Ralf Stemmann
- Grabación: Flamingo Cafe Studios, Los Ángeles
- Mezcla: Ground Control Studios, Santa Mónica
- Letra: Marc Cassandra, Chris Copperfield y Mike Shepstone
- Música: Marc Cassandra
- Coros: Eric Paletti, Daniel O'Brien, Warren Ham, Michael Mishaw, Kenny O'Brien